# 七海ひさ代
七海 ひさ代（ななみ ひさよ、1972年4月30日 - ）は、日本のAV女優。蘭々（NAXプロモーション）所属。

## 略歴・人物
福岡県出身。2012年にデビューした熟女系のAV女優。

## 出演作品

### アダルトDVD
2012年
- 綺麗でいやらしい叔母さんの妖艶な色香に誘われ悩殺された僕（10月11日、ルビー）
- 卑猥な母の下着（10月29日、小林興業）共演:小田切胡桃
- 息子の為に義兄とのSEXを受け入れた母（11月29日、ドリームステージエンタテインメント）

2013年
- 叔母の誘惑 〜僕を激しく魅了する熟れた肢体〜（2月25日、マドンナ）
- 人妻デリバリー 32（3月9日（レンタル）/4月12日（セル）、クリスタル映像）他出演:筒井まりか、滝沢すみれ、朝宮涼子、西野まい
- 妻をレイプした犯人の遺留品 どんな女でもビショ濡れで股を開くスーパー媚薬 SEX好きのハゲオヤジが欲望の赴くままにエロい熟女達を媚薬レイプ ヤリたい女は犯ればいい! 快楽地獄に陥った性犯罪レポート（3月25日、グローバルメディアエンタテインメント）他出演:吉永静子、宮瀬リコ
- お母さんの玩具になった僕 妖艶義母はデカチンがお好き!（4月11日、ルビー）
- 四十路マダム 37（5月11日（レンタル）/6月7日（セル）、クリスタル映像）他出演:円城ひとみ、神乃いずみ、織原亜希、吉井ふさ子、福井咲子
- 彼女の母（5月23日、センタービレッジ）
- 黒人初解禁 黒人巨大マラVS七海ひさ代 40歳 私を愛した黒い肉棒（5月25日、グローバルメディアエンタテインメント）
- 七海んちの地味なおばちゃんがエロ下着でこっそり僕を誘惑してきた（7月4日、センタービレッジ）
- お義母さん、にょっ女房よりずっといいよ…（7月11日、タカラ映像）
- 友人の母 息子の友人に犯され、幾度もイカされてしまったんです…（7月13日、溜池ゴロー）
- 母子交尾 【梁川路】（7月25日、ルビー）
- 近親相姦 今夜はキレイなママと二人きり（8月2日、カマタ映像）
- 母さんとしたい!（8月25日、マドンナ）
- セックスレス母さん（8月30日、ドリームステージエンタテインメント）
- 綺麗な僕の叔母さん（9月1日、エマニエル）
- 絶対に僕から視線を外さない母さんの愛欲セックス（9月12日、センタービレッジ）
- 汚された母の白衣（9月13日、溜池ゴロー）
- 母の趣味 〜陶芸をする美しい母の秘密の時間〜（9月25日、マドンナ）
- 新 熟女童貞狩り（9月26日、センタービレッジ）
- 学級崩壊 犯された熟女教師たち（11月1日、エマニエル）共演:松下美香
- 息子に服従を誓わされた義母 〜夫の家族に認められたくて、私は弄ばれました。〜（11月25日、マドンナ）
- 親戚のおばさんに筆おろしされた僕。 8（11月29日（レンタル）/2014年1月10日（セル）、LEO）共演:本庄真弓、冬木舞
- 七海ひさ代 ゴールデンベスト（12月5日、センタービレッジ）※総集編
- Obasanオールスター感謝祭! おばさん海女の男漁りバスツアーSPECIAL!!（12月25日、マドンナ）共演:暮町ゆうこ、矢部寿恵、神崎久美、竹下千晶

2014年
- 妻の過去 偶然再会した同級生に再び犯された私…（1月13日、溜池ゴロー）
- いやらし過ぎる妻の幼なじみ（2月17日、ソルト・ペッパー）
- bijin-majo 13 ななみ(43)（3月13日、美人魔女）※「ななみ」名義
- 旦那がギャンブルで作った借金をカラダで返済させられる人妻（4月25日、セレブの友）
- 抜かずの14発中出し（5月23日、EROTICA）
- サラ金女社長…転落の瞬間 暴かれた裏取引の代償叫ぶ狂う緊縛SM拷問（5月25日、セレブの友）
- 近親相姦 潮吹き大洪水!! くじら母（6月12日、センタービレッジ）
- 両刀づかいたちの夫婦交換（のぞき）（6月13日、FAプロ）他出演:藤江由恵
- あなた、やめてっ!お願い、こんな所でっ!! 嫌がる妻をベットに引きずりこんで中出しっ!! 〜不動産内覧編〜（6月30日（レンタル）/8月8日（セル）、LEO）他出演:白井ユリ
- 地味なおばちゃんがエロ下着でこっそり僕を誘惑してきたDX（7月3日、センタービレッジ）他出演:小川しづく、河村ゆきの、桜田露子、木村梢、北原小百合、伊織涼子、華原亜美、設楽あや、国見りさ
- ダンナの留守中に… 接吻・不倫・近親相姦 マンション妻の淫らな情事3本立て（7月10日、ヒビノ）他出演:野間あんな、桐島綾子
- 「熟女の口はもっと嘘をつく。」 熟雌女anthology #107（7月18日、アウダースジャパン）
- 親友の母親に中出し（9月1日、エマニエル）他出演:真矢恵子、大橋ひとみ
- 本当にあった!! 完熟生保レディの中出し契約テクニック（9月4日、センタービレッジ）
- 縄に寝取られた妻　七海ひさ代（9月19日、ドグマ）
- 昭和40年代生まれの女～四十路熟女の哀しき凌辱セックス　七海ひさ代4時間ベスト（10月19日、婦人社/エマニエル）
- アナルファック解禁！息子の為に犯された母の処女アナル　七海ひさ代（11月7日、マドンナ）
- 未亡人作家はバイブ中毒。 七海ひさ代（11月27日、タカラ映像）
- 娘の出産入院中に娘婿を誘い、ヤリまくった義母 七海ひさ代 44歳（12月1日、プラネットプラス）
- 母の親友　七海ひさ代 （12月19日、VENUS）
- 全裸婦人倶楽部 七海ひさ代さん 40歳（12月19日、ローグ・プラネット（フェチ）/妄想族）
- 昭和の性犯罪史 山●県「熟女王蜂」監禁レイプ事件（12月25日、グローバルメディアエンタテインメント）共演:寺崎泉

2015年
- 親戚のおばさん外伝 親族一同の宴会中、絶対にバレてはいけない叔母と甥のWスワップ相姦！！（1月9日、 センタービレッジ）共演:矢部寿恵
- 妻教師痴漢電車　七海ひさ代（1月19日、VENUS）
- 丸ごと！七海ひさ代8時間～大和美熟女七変化セックス～（3月7日、マドンナ）
- 近親相姦中出しソープ 初めての熟女風俗、指名したら母ちゃんだった　七海ひさ代（3月19日、VENUS）
- いい日旅勃ち 伍の湯　七海ひさ代（4月9日、タカラ映像）
- 背徳相姦 四十路 淫らな欲情　七海ひさ代（4月25日、Mellow Moon）
- 母が漏らす淫らな囁き　七海ひさ代（6月1日、VENUS）
- アナル、咲き乱れて…　七海ひさ代（6月7日、アタッカーズ）
- ヘンリー塚本 人生いろいろ おっぱいいろいろ（6月13日、FAプロ）他出演:高瀬杏、塚田詩織、鈴木ありす
- おばさん家庭教師 ～お子さんの童貞卒業させてあげます～　七海ひさ代（6月18日、センタービレッジ）
- 近親相姦 息子と絡み合う 異常性欲の母（6月25日、Mellow Moon）他出演:三咲悠、神崎久美、美月潤
- 近親［無言］相姦 隣にお父さんがいるのよ…　七海ひさ代（7月7日、VENUS）
- 母子相姦～肉欲に溺れた淫らな母と子　七海ひさ代（8月25日、Mellow Moon）
- 息子のチ○コを貪る淫乱痴熟母（8月25日、 Mellow Moon）他出演:沢木えりか、朝宮涼子、小糸叶芽
- 父が出かけて2秒でセックスする母と息子　七海ひさ代（9月13日、VENUS）
- ヘンリー塚本 中高年夫婦の性生活 4 毎晩やりたがる妻 毎朝ハメたがる夫 兎に角、私の妻は私のアレが大好きです 年の差婚夫婦のワイセツな日常 私は75才、妻は35才 週2回で妻を悦ばせてますよ（9月13日、FAプロ）他出演:大沢萌、天海しおり
- 近親相姦 巨尻母の異常性欲（9月25日、Mellow Moon）他出演:小糸叶芽、神崎久美、沢木えりか
- S級熟女コンプリートファイル 七海ひさ代 4時間（11月1日、VENUS）

2016年
- 嫁のひさ代と僕のラブラブ子作り生活　七海ひさ代（1月1日、VENUS）
- レイプ犯は身近な存在 白昼の悲劇！終わりなき性犯罪の無限連鎖（1月25日、グローバルメディア）他出演:青木玲、和泉紫乃、佐々木恋海、桐島あやか、藤田愛子、村上涼子、滝川かのん、瞳れい、風間ゆみ、榊みほ、椎名ゆな、星野あかり、白鳥まみ、浅井舞香、宮前幸恵、桃華マリエ、羽生稀、川上ゆう、吉永静子
- あなた、ごめんなさい。 夫よりも縄に寝取られて…（5月19日、ドグマ）他出演:翔田千里、桐島綾子、芹沢恋、佐伯かのん、葵紫穂、篠田あゆみ、瞳れい
- 美熟女ベスト 七海ひさ代 4時間（7月25日、Mellow Moon）
- まるごと！七海ひさ代（9月25日、ドリームステージ）
- おばさん家庭教師～お子さんの童貞卒業させてあげます～DX 3 （9月29日、センタービレッジ）他出演:三季まどか、大石忍、本間夏子、服部圭子、安野由美、青井マリ、深田さえこ、清野ふみ江、筒美かえで
- まるっと！七海ひさ代（11月2日、プラネットプラス）
- スレンダー美熟女に中出し10人（11月25日、なでしこ）他出演:青木玲、夏目優希、艶堂しほり、葵紫穂、加納綾子、堀内秋美、本庄瞳、矢部寿恵、水原さな